# Крістофер Тріммель
Крістофер Тріммель (нім. Christopher Trimmel; нар. 24 лютого 1987, Оберпуллендорф) — австрійський футболіст, півзахисник німецького клубу «Уніон» (Берлін) та національної збірної Австрії.

## Клубна кар'єра
Народився 24 лютого 1987 року в місті Оберпуллендорф. Вихованець юнацьких команд футбольних клубів «Горітшон» та «Маннерсдорф».
У дорослому футболі дебютував 2007 року виступами за команду клубу «Горітшон», в якій провів один сезон, взявши участь у 15 матчах чемпіонату. У складі команди був одним з головних бомбардирів, маючи середню результативність на рівні 0,47 голу за гру першості.
До складу клубу «Рапід» (Відень) приєднався 2009 року. Протягом наступних п'яти сезонів відіграв за віденську команду 149 матчів в національному чемпіонаті.
2014 року перейшов до німецького друголігового «Уніона» (Берлін).

## Виступи за збірну
У 2009 році дебютував в офіційних матчах у складі національної збірної Австрії. Наразі провів у формі головної команди країни 3 матчі.